# Символьная скорость
Символьная скорость в технике связи — количество символов информации, передаваемых в единицу времен. При манипуляции символьная скорость — это количество изменений информационного параметра модулированного сигнала в единицу времени. 
В случае передачи информации в виде битов, символьная скорость равна скорости передачи данных, так как символ равен биту. В случае многопозиционной манипуляции (число различных символов больше двух) символьная скорость меньше скорости передачи данных. 
В случае использования многопозиционной модуляции, когда один символ передаёт {\displaystyle \log _{2}(M)} битов, число различных символов равно {\displaystyle M}, поэтому длительность одного символа равна {\displaystyle T=T_{b}\log _{2}(M)}. Следовательно, символьная скорость связана со скоростью передачи данных по формуле:
{\displaystyle R={\frac {1}{T}}={\frac {1}{T_{b}\log _{2}(M)}}={\frac {R_{b}}{\log _{2}(M)}}}, где {\displaystyle R_{b}={\frac {1}{T_{b}}}} — скорость передачи данных.
Единицей измерения символьной скорости является бод (англ. baud), в отличие от единицы измерения скорости передачи данных — бита в секунду. Названа в честь Эмиля Бодо, французского инженера и изобретателя в области телеграфии. В случае двоичного кодирования бод равен биту в секунду.
Например, в современных модемах используется квадратурная амплитудная модуляция (QAM — КАМ), и одним сигналом кодируется несколько битов информации. Например, при использовании QAM-16 имеем {\displaystyle M=16}, если символьная скорость составляет 2400 бод, то скорость передачи данных составляет 9600 бит/c, так как один символ передаёт 4 бита.